# Этельвальд Молл
Этелвалд Молл (англ. Æthelwald Moll; убит 30 октября 765) — король Нортумбрии в 759 — 765 годах.

## Биография
В дошедших до нас исторических документах и генеалогических таблицах королей Нортумбрии ничего не сообщается о происхождении Этелвалда Молла, возможно потому, что он не был потомком Иды Берницийского. Был ли он потомком Эллы Дейрского или просто членом знатной семьи — также неизвестно. Вполне вероятно, что он должен быть отождествлён с патрицием Моллом, от короля Эдберта и его брата архиепископа Йорка Эгберта получивший монастыри Стоунгрейв, Коксволд и Донемут в современном Йоркшире. Все они впоследствии принадлежали аббату Фортреду, брату Молла.
24 июля 759 года король Освулф был убит членами своей семьи в Маркет Вейтоне. Вполне возможно, что Этелвалд Молл принимал участие в этом преступлении. 5 августа он был коронован как правитель Нортумбрии, не испытав никакого сопротивления со стороны членов королевской семьи.
После избрания королём Этелвалда Молла в Нортрумбрии вновь произошли разные беды, которые изнурили и в конец разорили это королевство. Так как нортумбрийцы возвели на престол персону не королевского рода, то все вельможи возымели намерение иметь равные с ним права и стали выдвигать свои притязания на корону. Среди этих вельмож был Осви, который за причинённое королю беспокойство был тем убит.
30 октября 765 года зять Освулфа Элхред, происходящий от Эдрика, одного из побочных сыновей Иды Берницийского, пошёл по стези Осви и составил против Этелвалда Молла заговор. Он заманил его в свои сети и лишил жизни, после чего сам взошёл на престол. По данным ирландских «Анналов Тигернаха», Этелвалд Молл был пострижен в монахи.